# ケルビン・ウー
ケルビン・ウー・キン・シウ（繁体字:胡 景邵、1969年9月8日 - ）は香港の投資家、実業家。香港証券取引所上場の資産管理・戦略的投資会社であるAID Partners Technology Holdingsの創業者であり、会長兼最高投資責任者（CIO）を務める。
AID Partners Technology Holdingsを創設する以前は、Investec Groupのアジア統括子会社であるInvestec Asiaの代表取締役及びChina Everbright Capitalの取締役を歴任。

2018年1月現在、イスラエルのゲノム解析情報サービス会社 GeneSort Ltd、香港のエンターテイメント会社 HMV Digital China Group Limited、Shunwei Capital Partners （小米の雷軍会長が設立したベンチャーキャピタル）の社外取締役を務める。

加えて、i-Future（香港の低所得家庭の児童を対象とした教育プログラム）の創設者、早稲田大学賛助員、香港中文大学のスタートアップ・インキュベーション・センターのドナーでもある。

## 教育と初期のキャリア
香港中文大学で経営学の学士号を取得、大阪外国語大学（現 大阪大学）で修士号を取得した後、1994年に香港貿易発展局に入局。

1996年、BNP Prime Peregrine Capitalで投資銀行でのキャリアをスタートさせ、TOM集団やSega.Com等のメディア・IT関連企業、中国地方国有企業のオフショア法人のIPOの引き受けに従事。

2000年、Sega.Com Asia Networksの最高執行責任者（COO）、Core Pacific-Yamaichi Capitalの取締役に就任。

2003年、China Everrbight Capitalの取締役に就任、投資銀行部門およびプライベート・エクイティ部門を設立。

2005年、Investec Groupのアジア統括子会社であるInvestec Asiaの代表取締役に就任。

## パン・エンターテインメント・プラットフォーム
2007年、モーリス・R・グリーンバーグ（AIGの元CEO）が運営するC.V. Starr & Co.、Investec Group等からの出資を受け、プライベート・エクイティ・ファンドのAID Partners 1を設立。

2008年、オレンジスカイ・エンターテインメントグループと共同で、ブルース・リーやジャッキー・チェンの映画を世に送り出した映画制作会社ゴールデン・ハーベストを買収。

2011年、『ハングオーバー』、『ダークナイト』、『インセプション』を製作したレジェンダリー・ピクチャーズに投資し、同社との合弁会社Legendary Eastを設立。ケルビンは同社の初代CEOに就任。

2013 年、『ハリーポッター』、『アイアンマン』、『インターステラ―』、『エックスメン』、『ゴジラ』等の映画製作で実績のある3D映画制作・VFX会社のPrime Focus Worldと中国合弁会社を設立。

同年、倒産した音楽小売チェーンHMVの香港及びシンガポール事業を買収。加えて中国で同チェーンを運営する権利を取得。ケルビンの主導下で、HMVは韓国の芸能事務所との提携や、飲食店舗の取り込み、インストアライブの開催、LPレコードの販売、オンライン音楽ストリーミング等の新しい取り組みを始め、同チェーンは最先端のライフスタイル製品を扱う複合小売チェーンとして生まれ変わった。

2014年、新しいコンセプトに沿った2階建てのHMV新店舗を香港の中環で開業。

2015年、ニューヨークのブルックリンをイメージした約3,700平方メートルのHMVフラグストアを香港の銅鑼湾に開業。同年、独立系ベンチャーキャピタルのWiLからHMV Asiaに7,000万香港ドルの投資を受けた。 AID Partners は HMV Asiaを香港上場の制作会社China 3Dに売却し、同制作会社の筆頭株主となった。

一連の投資の結果、AID Partnersは、映画制作、映画配給、映画館運営事業、芸能プロダクション及び関連商品の小売業をまとめる垂直統合型のエンターテイメントプラットフォームを傘下に収めることになった。

## 技術投資および本格展開
AID Partners Technologyは、前述したPrime Focus Worldへの投資以降、積極的にIT・テクノロジー関連企業への出資、及びそれら投資先の運営に注力している。
 
2014年、世界で5,000万以上のダウンロード数を達成した女性向けRPGモバイルゲーム『Star Girl』を買収。

2015年、8,000万以上のダウンロード数を誇る中国拠点のゲーム配信プラットフォームであるVsoyouを買収し、モバイルゲーム事業へ参入。Vsoyouは社員20人のスタートアップから社員150人以上の大手ゲーム配信会社へと成長。

2016年、ロボット工学、仮想現実（VR）、複合現実（MR）、人工知能（AI）および医療技術を中心に世界規模での投資を進めるため、上場投資会社の社名をAID Partners CapitalからAID Partners Technologyへと変更。

同年、自動運転車の開発を行うシリコンバレーのロボティック会社であるZOOXに3,000万US米ドルを投資した。

現在、AID Partnersは、本社の香港に加えて、シリコンバレー、ロサンゼルス、ロンドン、東京、ソウル、北京、シンガポールを含む都市に13のオフィスを持つ。なお、日本法人としてAID JAPANを設立し、ケルビンは代表取締役会長に就任。